# Panta Rei...
Panta Rei... je peti studijski album pevca in tekstopisca Đorđa Balaševića. Album obsega devet skladb, posnet pa je bil v studiu Radia Novi Sad. Nastala je v produkciji Đorđa Petrovića, založba Jugoton. Album je pospremil videospot za pesem „Soliter‟.
Panta Rei pogosto velja za Balaševićev najslabši album, kljub temu pa sta na pozitiven odziv naleteli pesmi „Jednom... (su sadili lipu)‟ in „Rekvijem‟, posvečen Titu in propadajoči Jugoslaviji.

## Pesmi
Vse pesmi je napisal Đorđe Balašević.
1. Soliter – 3:00
2. Neki se rode kraj vode - 3:42
3. Oni - 3:56
4. Šansona - 4:53
5. Nemam ništa s tim – 5:35
6. Starim - 6:12
7. Čekajući Montenegro Express – 3:35
8. Jednom… – 4:42
9. Rekvijem – 5:53